# Андрезје-Бутеон
Андрезје-Бутеон (фр. Andrézieux-Bouthéon) насеље је и општина у источној Француској у региону Рона-Алпи, у департману Лоара која припада префектури Монбризон.
По подацима из 2011. године у општини је живело 9.732 становника, а густина насељености је износила 597,79 становника/km². Општина се простире на површини од 16,28 km². Налази се на средњој надморској висини од 367 метара (максималној 435 m, а минималној 353 m).

## Демографија
| 1962. | 1968. | 1975. | 1982. | 1990. | 1999. | 2011. |
| ----- | ----- | ----- | ----- | ----- | ----- | ----- |
| 3.531 | 3.952 | 7.640 | 8.877 | 9.407 | 9.153 | 9.732 |

График промене броја становника у току последњих година